# Война Анны
«Война́ А́нны» — российский фильм-драма Алексея Федорченко на тему войны. Премьера состоялась на Роттердамском кинофестивале в январе 2018 года.
Фильм открыл конкурсную программу фестиваля «Кинотавр — 2018» в Сочи, где исполнительница главной роли Марта Козлова была награждена специальным дипломом жюри «За создание пронзительного образа войны глазами ребёнка». Картина признана лучшим российским фильмом 2018 года кинопремиями «Золотой орёл», «Ника» и «Белый слон».
Российский прокат фильма проходил с 9 по 12 мая 2019 года, часть прибыли была направлена в благотворительный фонд Русфонд в помощь тяжелобольным детям.

## Сюжет
Война глазами еврейской девочки-подростка. Её семья погибает во время массового расстрела, сама она чудом остаётся в живых — мать закрыла её своим телом. Несколько месяцев, а может быть и лет Анна прячется в нерабочем камине комендатуры занятого немцами украинского посёлка, выходя только по ночам. Ей удаётся не только выжить, но и сохранить в себе человека, на помощь приходит неожиданный друг, спасая её от полного одиночества.

## В ролях
- Марта Козлова — Анна
- Любовь Ворожцова — Бабка
- Владимир Сапин — Дед
- Александр Вахов — Сидор
- Константин Итунин — Печник
- Сергей Фёдоров — эпизод
- Николай Коляда — эпизод
- Михаил Кирсанов — эпизод

## Съёмочная группа
- Авторы сценария: Алексей Федорченко, Наталия Мещанинова
- Режиссёр-постановщик: Алексей Федорченко
- Оператор-постановщик: Алишер Хамидходжаев
- Художник-постановщик: Алексей Максимов
- Режиссёры монтажа: Павел Ханютин, Эрве Шнайд[фр.]
- Продюсеры: Андрей Савельев, Артём Васильев, Дмитрий Воробьёв, Алексей Федорченко
- Сопродюсеры: Александр Яшник, Анатолий Захаров, Саймон Вайн, Михаил Грачёв, Аркадий Цейтлин, Борис Хобод, Виктория Шамликашвили

## Критика
Уж больно хороша «Война Анны» — одновременно минималистский и эпохальный, жуткий и нежный, исторический и сказочный полнометражный (и всё-таки короткий, всего 75 минут) киноэтюд Алексея Федорченко, ни на кого не похожего мастера из Екатеринбурга, который умудряется сочетать документалистику с магическим реализмом. У Федорченко эта работа определённо — самая мощная и цельная.
— Антон Долин, «Meduza» 2018

Это трудная задача — перенести на экран шершавую, завораживающе смелую интонацию. И чрезмерная укомплектованность фильма метафорами, просчитанность эффектов её не упрощают. «Война Анны» порой слишком рациональна. А холодное рацио вступает в конфликт с той живой материей, из которой соткан фильм — как исполнительской (исходящей от молчащей юной актрисы Марты Козловой), так и операторской (Алишер Хамидходжаев).
— Василий Степанов, «Сеанс» 2018

Её наблюдательный пост находится на перекрёстке миров — немецкого, украинского, русского. Так что это не только Зазеркалье, но и «Хроники Нарнии», в которых дети прятались от войны в шкафу. А некоторые из увиденных Анной вещей сложно воспринимать иначе чем галлюциногенные сны — например, рождественский праздник фашистов, похожий на сцены из «Сало, или 120 дней Содома».
— Егор Москвитин, «Esquire» 2019

## Награды
- гран-при кинофестиваля нового российского кино «Горький fest» (26 июля 2018)[9];
- премия «Золотой орёл» в категории «Лучший фильм». Алексей Федорченко удостоился награды за лучшую режиссуру (25 января 2019)[10];
- премия кинокритики и кинопрессы «Белый слон» в номинации «Лучший фильм». Картина также принесла награды оператору Алишеру Хамидходжаеву, победившему в номинации «Лучшая работа оператора», и Марте Козловой, которая была признана лучшей актрисой (11 января 2019)[11][12];
- главный приз в номинации «Лучший фильм» 32-й Национальной премии кинематографических искусств «Ника», исполнительница главной роли — Марта Козлова, стала победительницей в номинации «За лучшую женскую роль» (30 марта 2019)[13].
- приз им. Якова Каллера за «Лучший российский фильм 2019 года на еврейскую тематику» Московского еврейского кинофестиваля (2019)